# Alexeyevsky (distrito)
Alexeyevsky é um distrito do Tartaristão, uma das repúblicas da Rússia.